# Cis grandicornis
Cis grandicornis es una especie de coleóptero de la familia Ciidae.

## Distribución geográfica
Habita en la Guayana Francesa.